# Relaciones Egipto-Venezuela
Las relaciones Egipto-Venezuela se refieren a las relaciones internacionales que existen entre Egipto y Venezuela.

## Historia
Después de las elecciones presidenciales de Venezuela de 2018, donde Nicolás Maduro fue declarado como ganador, el presidente de Egipto, Abdelfatah El-Sisi, envió un comunicado reconociendo los resultados y extendiendo sus felicitaciones a Maduro.[cita requerida]

## Misiones diplomáticas
- Egipto tiene una embajada en Caracas.
- Venezuela tiene una embajada en El Cairo.

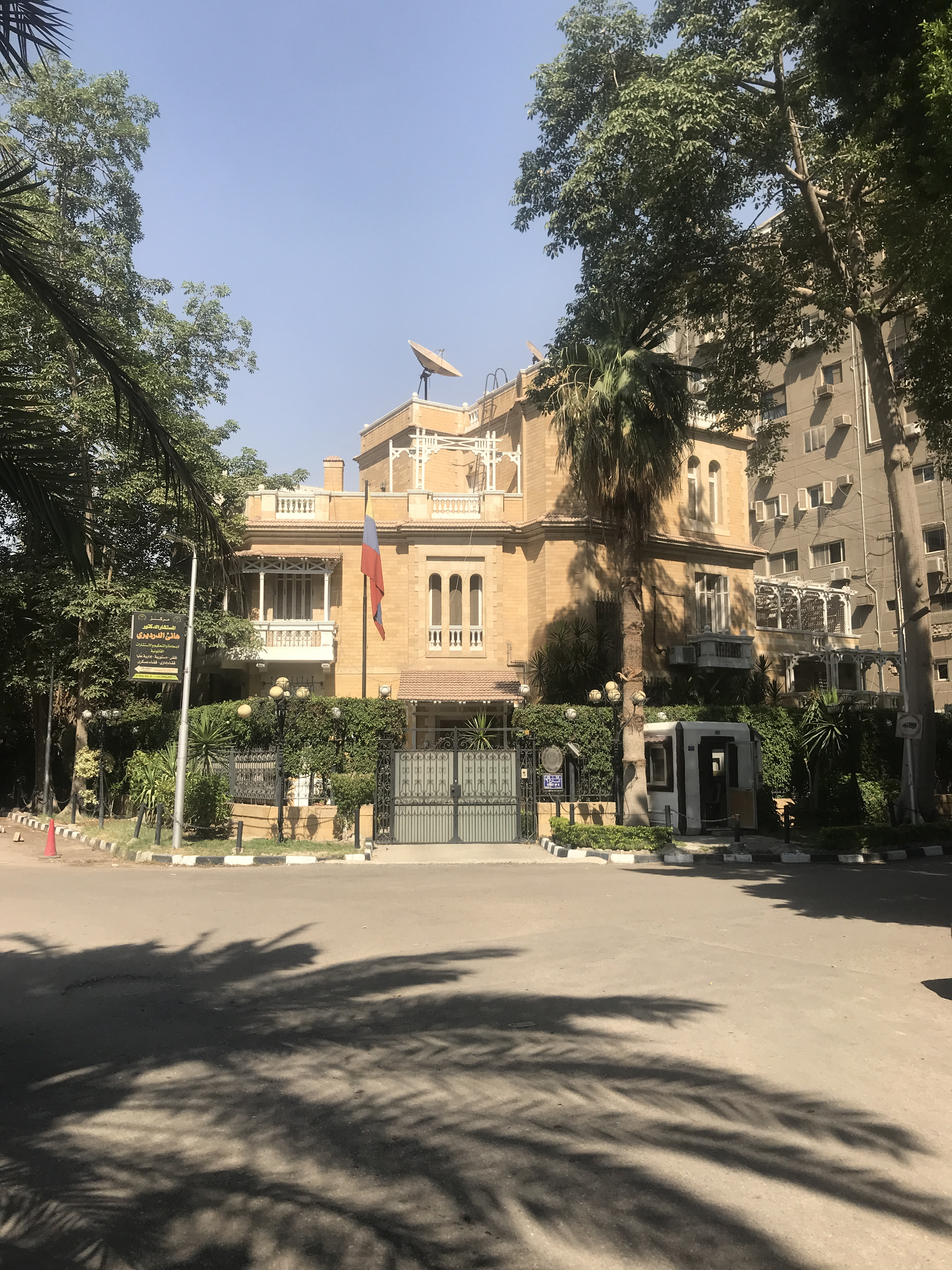
Embajada de Venezuela en El Cairo